# Екскрементофілія
Екскрементофілія (лат. excrementum — виділення і дав.-гр. φιλία — потяг, любов) — сексуальна девіація, поєднання мазохізму і фетишизму, де роль фетишизованого предмета відіграють виділення людського організму, до числа яких відносяться сеча, кал, піт, сперма (див. «гра в сніжки»), менструальні виділення, слина тощо. Деякі фахівці вважають екскрементофілію замісною або перехідною формою до некрофілії.
До числа можливих проявів екскрементофілії в літературі відносяться кунілінгус під час менструації або з жінкою, яка нехтує правилами гігієни, прохання під час статевих актів плювати в рот, обмін слиною під час поцілунку (салівафілія), обнюхування і лизання пітного тіла (гігрофілія), пахв, промежини, ануса, ступень і пальців ніг (поєднується з фут-фетишизмом), різні дії з калом (копрофілія), сечею (піссінг) і т. д.